# 鈴木丙馬
鈴木 丙馬（すずき へいま、1906年2月3日 - 1983年10月17日）は、日本の林学者、植物学者。宇都宮大学名誉教授。「日光並木杉に関する研究」で林学博士(北海道大学)。
杉並木博士と呼ばれたスギ研究の権威である。生涯にわたって老杉の保護の必要性を訴え続け、日光杉並木や屋久杉の保護活動に尽力した。足尾銅山の煙害による造成林の被害やその再生に関する研究なども手掛けた。

## 著書
- 『日光杉並木300年の記録』農林出版　1964年